# Dique 4 (Puerto Madero)

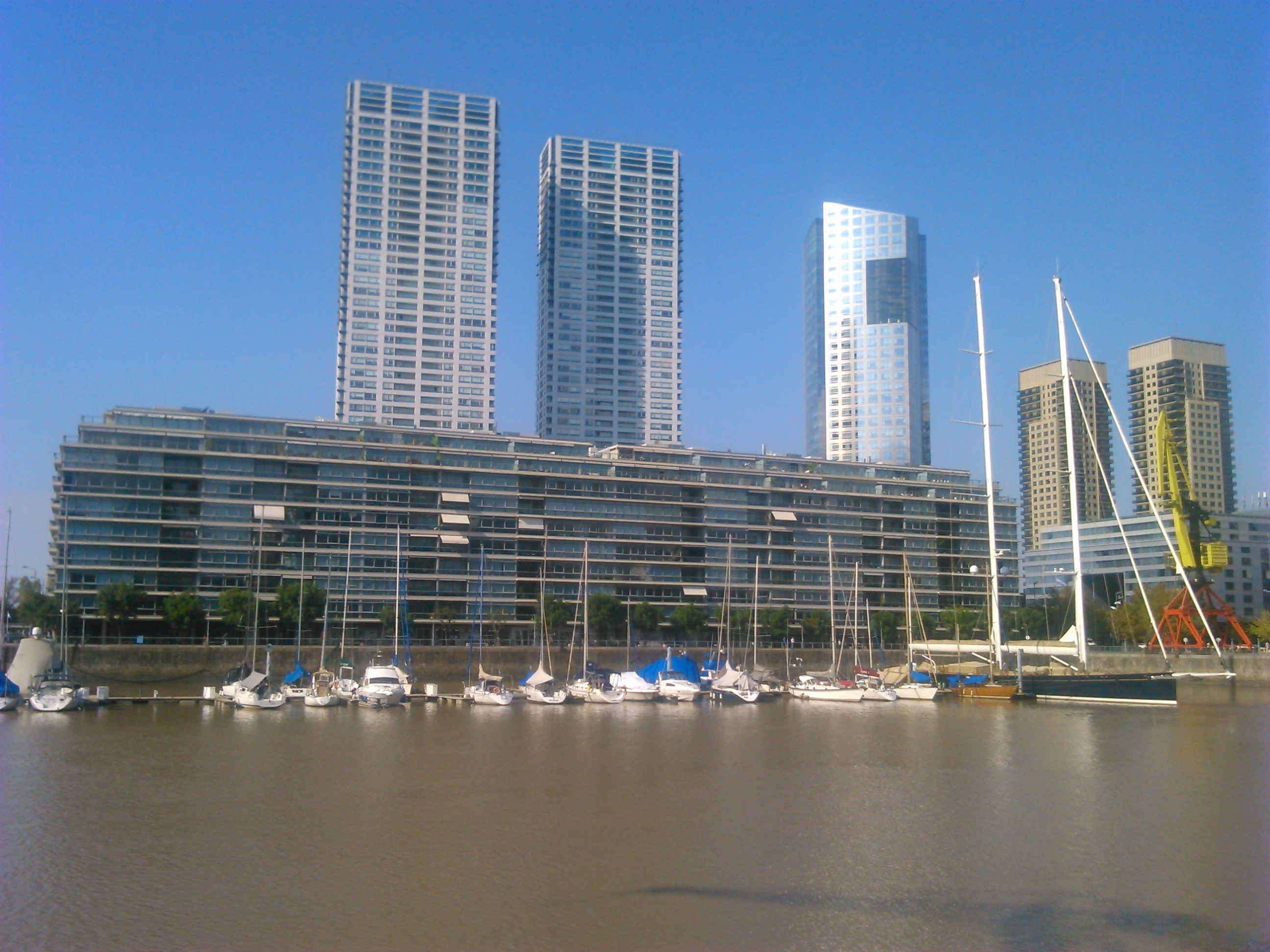
Dique 4 en mayo de 2015.

El Dique 4 de Puerto Madero (Barrio de la Ciudad de Buenos Aires, Argentina) está delimitado por los Boulevards Macacha Güemes y Cecilia Grierson.

## Edificios de oficinas

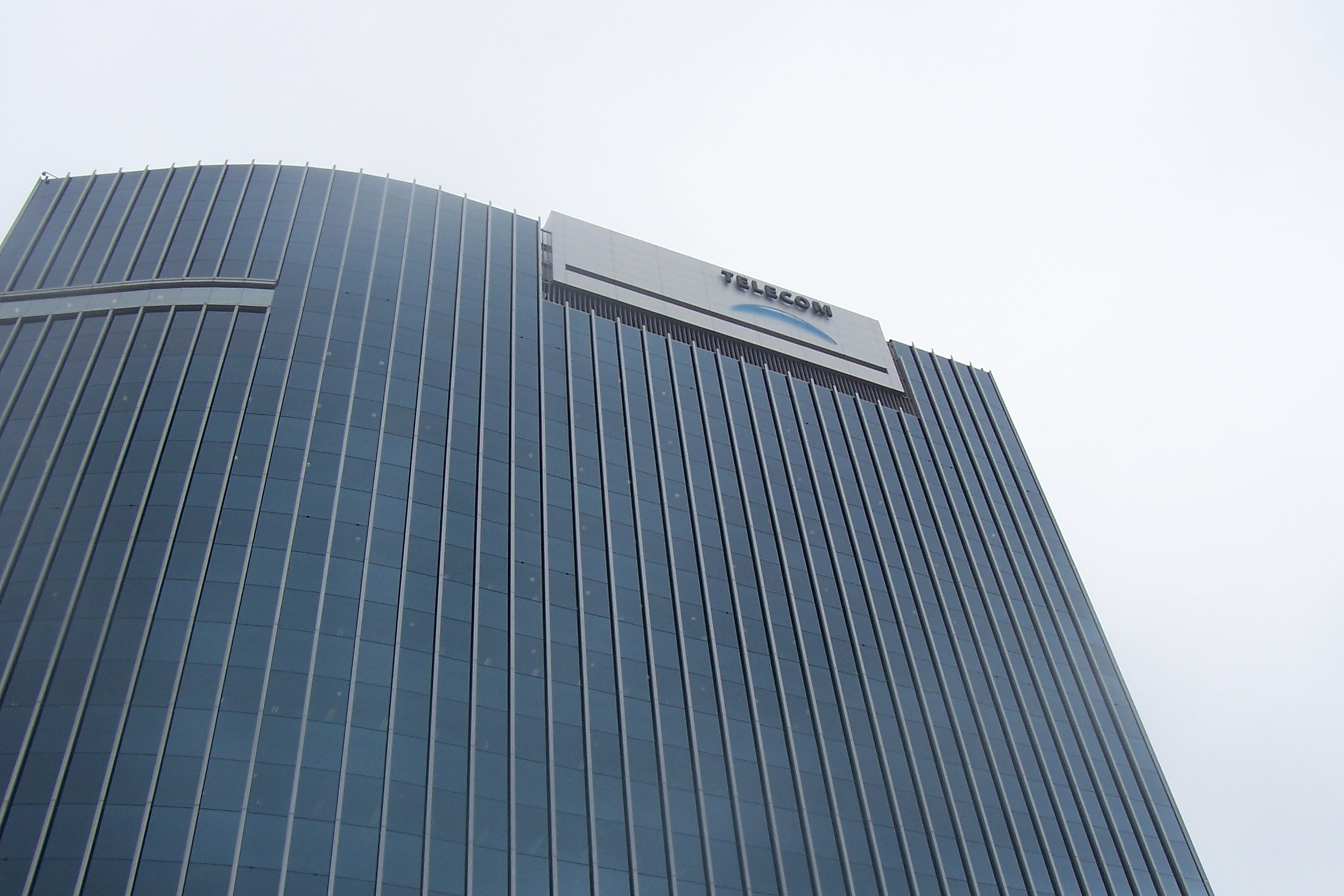
Edificio de Telecom Argentina.

### Edificio Telecom
La sede corporativa de Telecom Argentina fue proyectada por el estudio norteamericano Kohn-Pedersen-Fox, y se inauguró en 1998. Está compuesto por dos volúmenes incrustados, con courtain wall de vidrio azulado, y tiene una altura máxima de 70 metros.

### Colonos Plaza

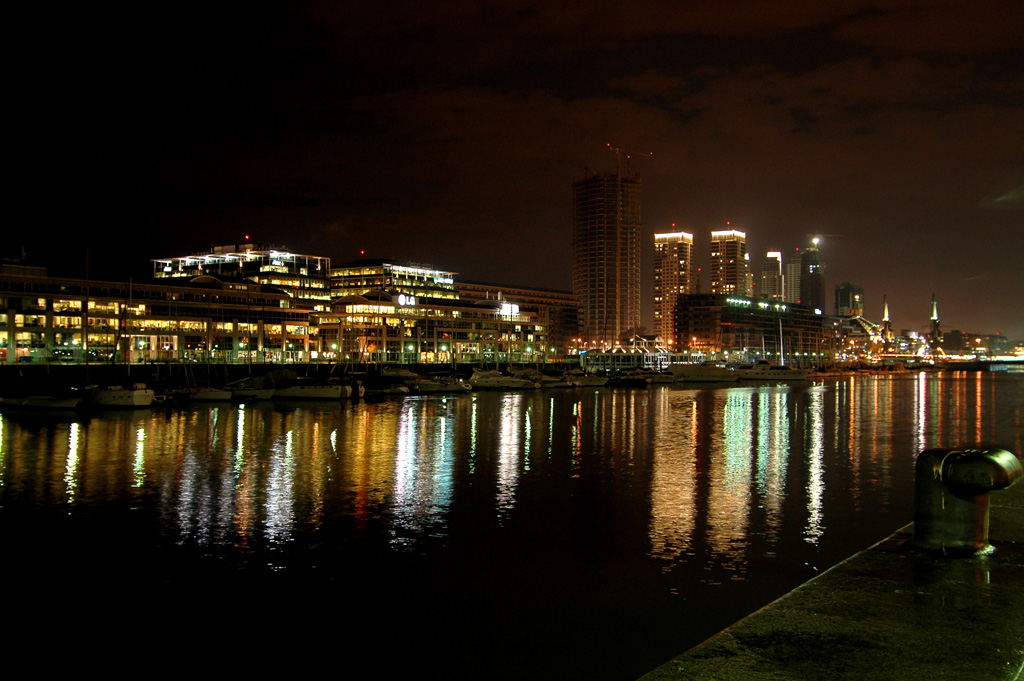
El dique 4 por la noche.

Un conjunto de dos edificios (Sur y Norte) de oficinas de baja altura (planta baja y ocho pisos), proyectado por el estudio MSGSSS con Hugo Salama como asociado. Su construcción finalizó en 2001, y en la actualidad uno de ellos funciona como sede de Banco Itau.

### Edificio Dique IV
Otro edificio de oficinas proyectado por MSGSSS.

### Edificio Puerto León
El último de los edificios del complejo proyectado por MSGSSS, se destaca de los demás por su fachada revestida en parte en ladrillo. Terminado en 2002, primero alojó a la compañía ING, en la actualidad es sede de MAPFRE.

### Edificios Yacht
Un conjunto de dos edificios de oficinas de planta baja y cinco pisos de altura, frente al dique. Fueron proyectados por el estudio 
Robredo-Villegas-Marino para Puerto del Centro, la misma compañía que se encargó del Yacht Club Puerto Madero.

### Dique Norte Puerto Madero
Edificio de Oﬁcinas AAA, con una superficie de 32.000 m² en 2 edificios independientes comunicados a nivel de subsuelos, con 4 subsuelos, planta baja comercial, 5 niveles de oficinas y sexto nivel con terrazas privadas. Desarrollado por Conorvial.

## Edificios residenciales

### Terrazas del Yacht
Un edificio residencial proyectado por el estudio Fernández Prieto y Asociados, un proyecto controvertido que ganó un piso en altura bajando la planta baja del nivel de la vereda. Ocupa solo un 25% de su manzana, ya que el resto es un gran jardín parquizado, con estacionamiento subterráneo.

### Forum Buenos Aires
Un edificio residencial de planta rectangular, pero con las esquinas cortadas a 45° Fue proyectado por los estudios Robirosa-Beccar Varela-Pasinato, James Donaldson & Asociados y el arquitecto Sebastián Balbuena. 

## Otros
- Corbeta Uruguay

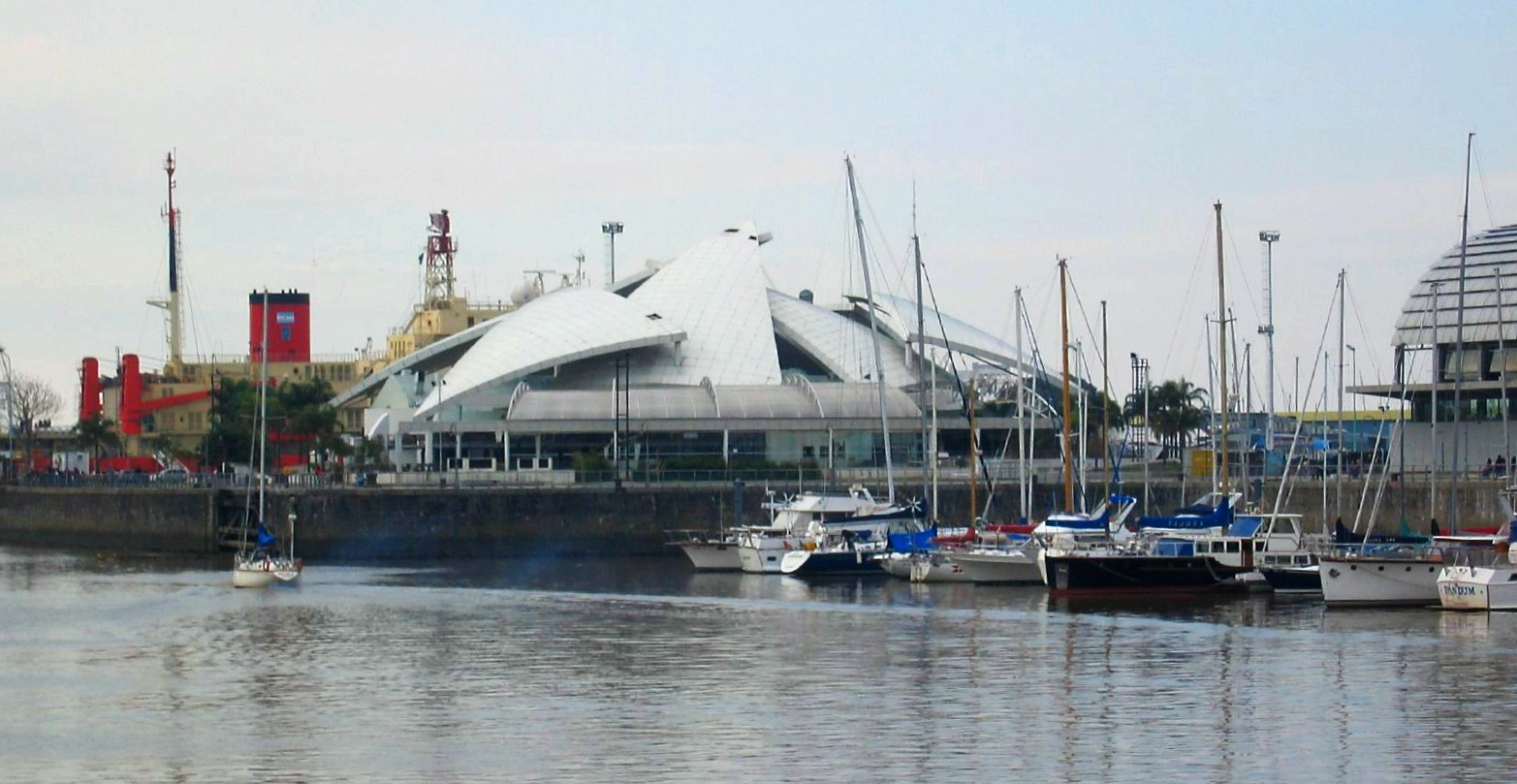
Opera Bay (ex-Divino Buenos Aires), demolido en 2007

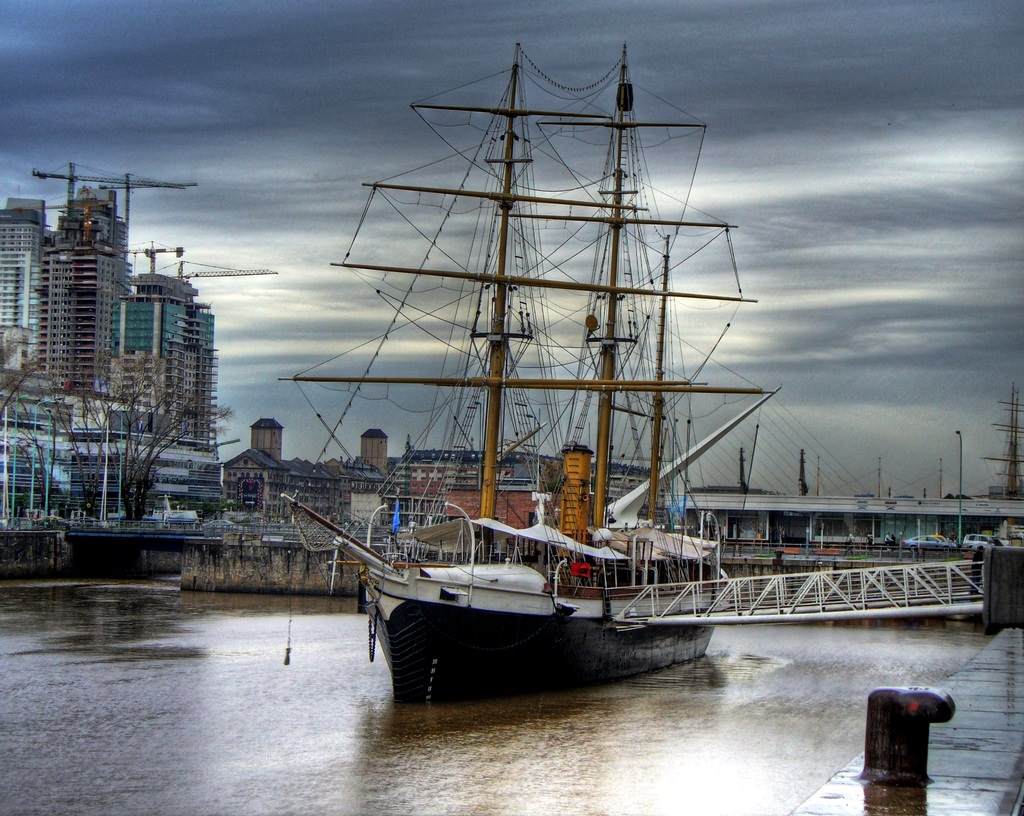
Corbeta Uruguay.

- Campo de Deportes del Colegio Nacional de Buenos Aires
- Yacht Club Puerto Madero

### Museo Fortabat

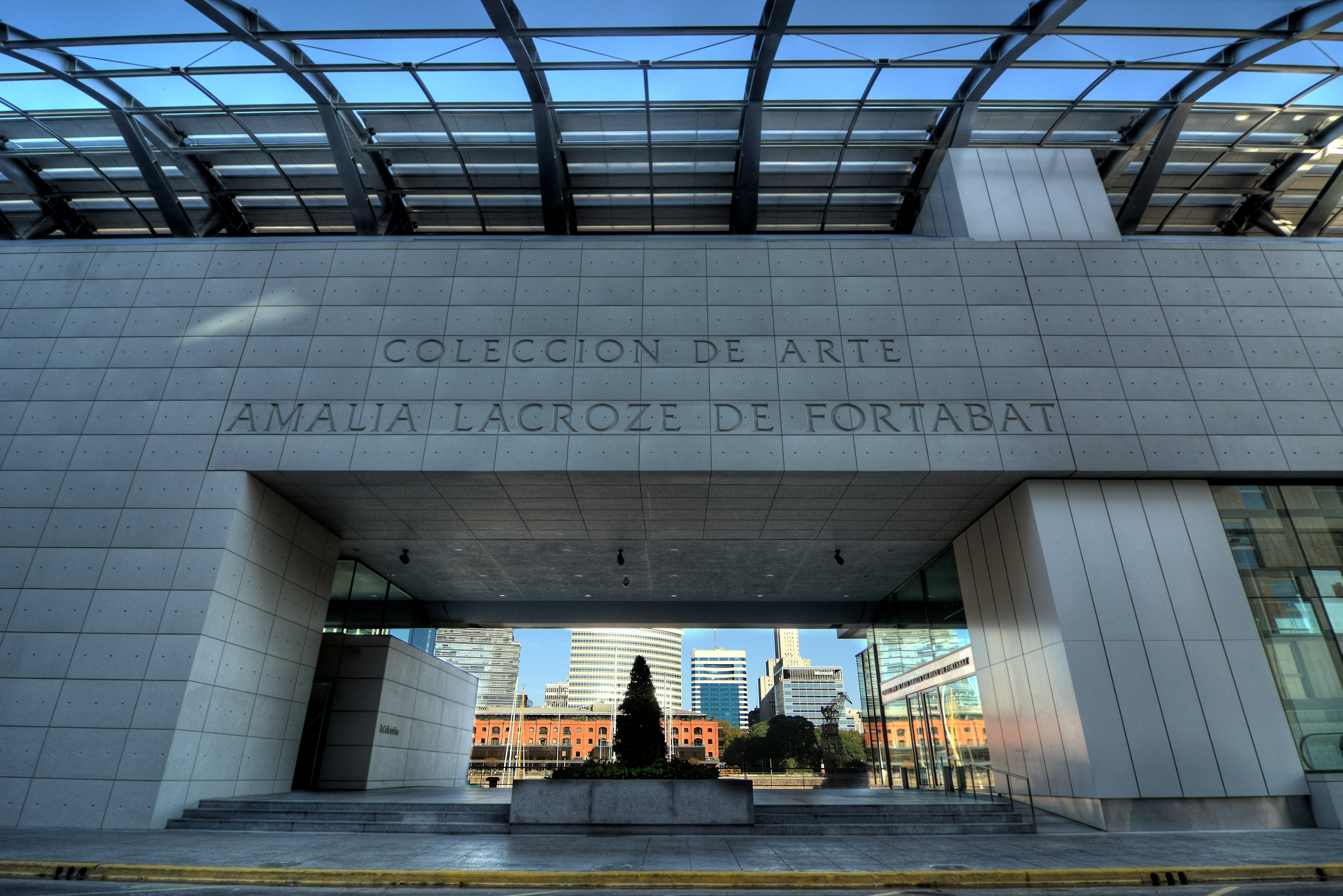
Museo Fortabat

Un innovador edificio, proyectado por el uruguayo Rafael Viñoly para alojar la colección de arte de la magnate de Loma Negra, Amalia Lacroze de Fortabat. Su construcción estuvo paralizada, pero se inauguró finalmente en 2008. Su característica distintiva es su techo vidriado, protegido por una cubierta metálica deslizable.

## Docks
- Dock 1
- Dock 2
- Dock 3
- Dock 4

## En construcción

### Madero Center
Un conjunto de cuatro edificios proyectados por el estudio Dujovne-Hirsch y Asociados. Tres de ellos son de viviendas, y uno de oficinas, pero todos tienen planta baja y nueve pisos de altura. Se encuentra en la etapa final de construcción

### Torres del Yacht
Un conjunto de torres residenciales gemelas de 44 pisos, proyectadas por los estudios Fernández Prieto y Asociados y MSGSSS. Se destacan por los voladizos de grandes dimensiones que atraviesan los edificios a la altura del cuarto piso, pensados como jardines en altura. Su construcción se encuentra en la última etapa.

### Torre Madero Office
La torre de oficinas Madero Office, es un desarrollo de RAGSHA. La obra se encuentra finalizada en su totalidad, quedando solamente arreglos externos. La altura máxima de la torre es de 140 m .
El edificio cuenta con la normativa LEED y es de los primeros Green Buildings de Buenos Aires. La torre pasó a llamarse Torre Standard Bank en 2011. La utilización de sus pisos es la siguiente: Piso 1 al 15 (Empresa: Standard Bank) Pisos 16 a 23 (Empresa: Chevrón) Pisos 24 y 25 (Empresa Italcred)

## Proyectos

### Madero Riverside
Madero Riverside es un desarrollo de RAGHSA, proyectado por el estudio Mario Roberto Álvarez y Asociados. El edificio de oficinas AAA, destinado a la renta, cuenta con la última tecnología y posee 8 plantas libres de 1.407 m² con vistas panorámicas y gran flexibilidad de uso, una planta libre de 3.400 m² en el primer subsuelo con gran ingreso de luz natural y 284 cocheras ubicadas en el segundo y tercer subsuelo, totalizando 16.500 m² de área rentable.